# (2239) Paracelsus
(2239) Paracelsus (1978 RC) – planetoida z pasa głównego asteroid okrążająca Słońce w ciągu 5,72 lat w średniej odległości 3,2 au. Odkryta 13 września 1978 roku.